# Mega Man Rush Marine
Mega Man: Rush Marine es un juego para teléfonos celulares producido por Capcom Mobile y lanzado el 7 de diciembre de 2009. Es el primer juego para teléfonos celulares protagonizado por Mega Man en ser lanzado fuera de Japón. Está disponible en Windows Mobile, BlackBerry y algunos otros teléfonos. Todo del cuadro de diálogo en el juego es hablado por el creador de Mega Man, el Dr. Light. 

## Historia
Esto es la traducción de lo que dice la publicidad oficial del juego:

Da el paso a Mega Man ® y a su perro robot, Rush en este juego de disparos de desplazamiento lateral original establecido en el profundo mar azul. En el año 20XX el Dr. Wily envía a sus secuaces robot al fondo marino con el fin de explotar el petróleo que causa los terremotos y la destrucción de las islas de los alrededores. Sólo Mega Man y el nuevo sumergible Rush Marine tienen alguna esperanza de detener el plan nefasto de Wily. 

- Emocionante side-scrolling shooter acuático.
- Explora tres ambientes acuáticos, incluyendo aguas poco profundas, arrecifes * volcánicos y aguas profundas.
- Batalla a través de diez niveles y derrota como muchos Robot Master, cada uno con un arma única que puede capturar y utilizar para el bien.
- Lucha a tu manera a través de los niveles expansivos repletos de 14 enemigos y peligros múltiples.

- Datos: Q5677236